# Morte de Eurídice
A morte de Eurídice é uma pintura realizada por Niccolò Abate durante seus anos na França (1552-1571) e exibida na Galeria Nacional em Londres.

## Descrição
A unidade composicional da pintura realmente esconde uma série de cenas que retratam momentos da morte de Eurídice, ninfa e esposa de Orfeo. À distância mediana, Orfeu ataca alguns animais selvagens; Enquanto isso, em primeiro plano, Eurídice está sendo minada pelo pastor Aristeu (de acordo com a versão do mito seguido por Virgílio e Ovídio ), na presença de três ninfas que parecem ignorar o que está acontecendo; mas escapa, mas é arrebatada por uma cobra. Em seguida, está retratada morrendo. À direita, Aristeu olha para sua mãe Cirene sobre a morte de suas abelhas, enquanto abaixo está retratado o Deus do Mar Proteu, que na lenda explicou ao pastor que esta última é o castigo por causar a morte da ninfa.